# Раша (Сежана)
Раша (словен. Raša) — поселення в общині Сежана, Регіон Обално-крашка, Словенія. Висота над рівнем моря: 272 м.